# ID (stacja telewizyjna)
ID (Investigation Discovery) – dokumentalny kanał tematyczny poświęcony policyjnym śledztwom i zbrodniom.
W kwietniu 2009 roku kanał został dołączony do portfolio Discovery Networks Central Europe, rozpoczynając nadawanie w regionie Europy Środkowej na rynkach Polski, Węgier i Rumunii.
W Polsce kanał można odbierać w sieciach kablowych, platformach cyfrowych i u operatorów IPTV. 17 kwietnia 2014 roku kanał dostępny w jakości HD.

## Historia
Kanał zadebiutował w 1996 roku, jako Discovery Civilization Network: The World History and Geography Channel. W 1999 kanał przemianowano na Discovery Civilization Channel. W tym samym czasie Discovery wprowadziło na rynek wiele kanałów tematycznych (m.in. Discovery Home & Leurise, Discovery Wings, Discovery Civilisation czy Discovery Science).
W 2002 roku, The New York Times Television oraz Discovery Communications nawiązały współpracę na zasadach joint venture. W 2003 kanał został przemianowany na Discovery Times Channel. Wiosną 2006 roku, The New York Times sprzedało swoje udziały w Discovery Times w ręce Discovery Communications. 27 stycznia 2008 nazwę kanału zmieniono na Investigation Discovery. Pod tą nazwą kanał nadaje do dziś. 30 sierpnia 2012 r. kanał zmienił logo oraz oprawę graficzną.

## Logo
| Lata                                       | Opis | Logo |
| ------------------------------------------ | --- | ---- |
| od 6 kwietnia 2009 do 29 sierpnia 2012     | Czarny stylizowany napis "ID", a na dole po prawej stronie znajduje się globus jak kropka, a pod nim stylizowany napis "INVESTIGATION DISCOVERY".                                                          |      |
| od 30 sierpnia 2012 do 6 października 2020 | Czarny pochylony kwadrat z białym stylizowanym napisem "ID", a pod nim napis "INVESTIGATION DISCOVERY" lub bez napisu. W 2017 roku napis INVESTIGATION DISCOVERY otrzymał nową czcionkę oraz zmienił logo. |      |
| od 7 października 2020 do dziś             | Czerwony napis "ID", skośnie ucięty od dołu i z gradientem. |      |